# 탕그리스니르와 탕그뇨스트

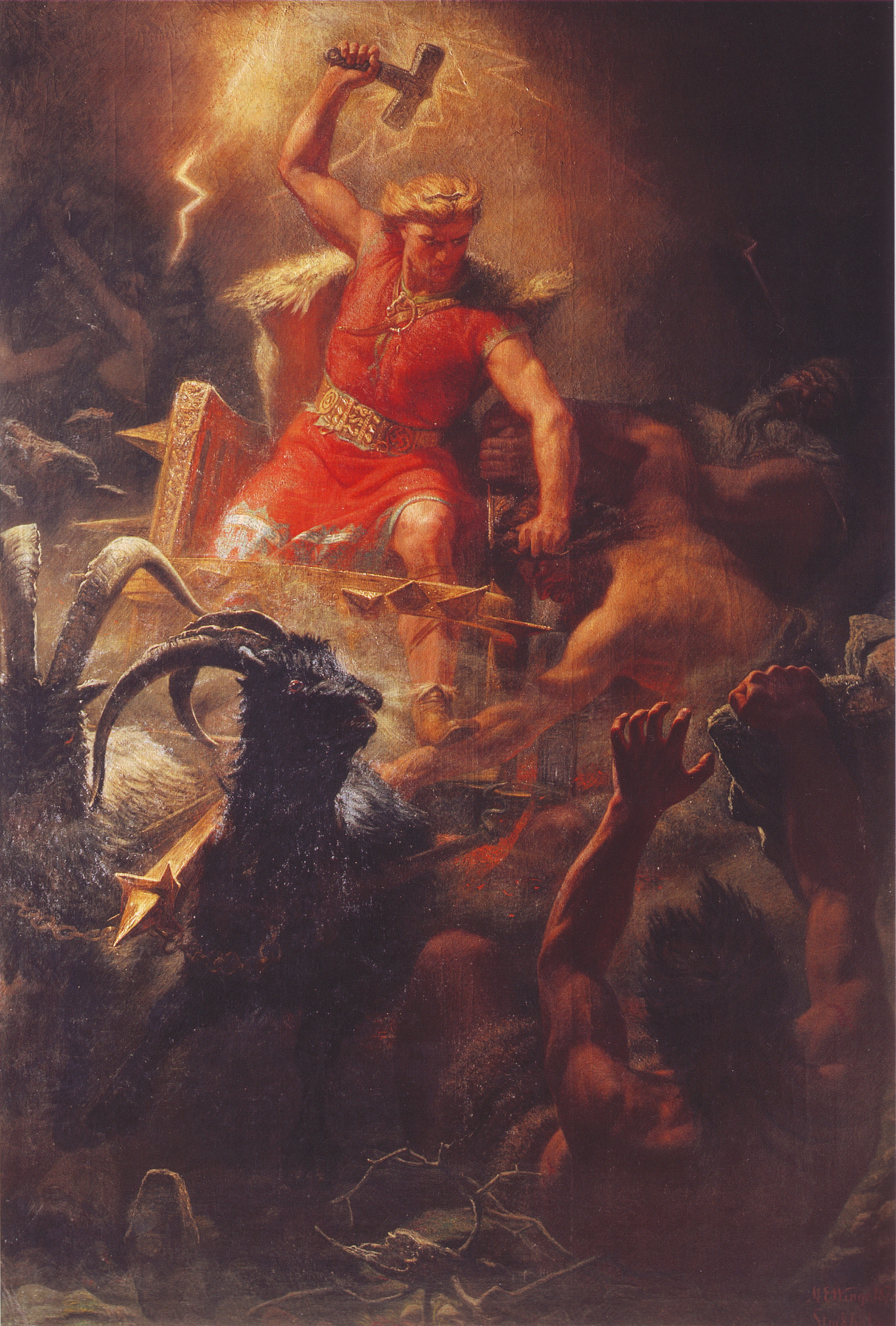

탕그리스니르(Tanngrisnir)와 탕그뇨스트(Tanngnjóstr)는 토르의 마차를 끄는 염소이다.
탕그리스니르는 이빨이 난 식용 가축의 새끼 탕그뇨스트는 이빨을 가는 자 라는 뜻을 가지고 있다.
이 두 염소는 토르에게 먹히기도 하는데 뼈를 모아 묠니르로 내려치면 되살아나는 힘이 있다고 한다.